# آر إي أف إس
نظام Refs هو اختصار لـ Resilient File System، يطلق عليه اسم «بروتوغون» ويسمى بنظام الملفات المرن وهو نظام ملفات خاص بمايكروسوفت وأنظمة تشغيلها، مبني على أسس نظام إن تي إف إس وتم بناءه وهندسته للجيل الجديد من وحدات التخزين، كما أن ويندوز سيرفر 2012 هو أول نظام تشغيل يستعمله منذ إطلاق نسخته التجريبية.

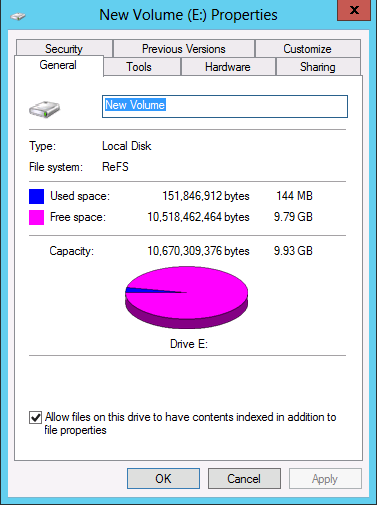
صورة تعبيرية عن نظام ReFS

## مميزات النظام
- التوافقية بشكل عالي مع نظام الملفات السابق NTFS ومميزاته.
- تصحيح تلف البيانات تلقائيا بالاعتماد على ملفات Checksums.
- الوصول إلى نظام الملفات في كل الأوقات Full Tolerance ففي حالة خطأ أو مشكلة في القرص الصلب Hard Disk فإنه يتم عزل الخطأ في حين يمكن الوصول إلى ما تبقى من وحدة التخزين.
- السماح بإنشاء أقراص وهمية تفوق سعتها سعة القرص الفيزيائي الحقيقي.
- التكيف مع وحدات التخزين الأخرى والكبيرة.